# Paperino sui grattacieli
Paperino sui grattacieli (Window Cleaners) è un film del 1940 diretto da Jack King. È un cortometraggio animato della serie Donald Duck, prodotto dalla Walt Disney Productions e uscito negli Stati Uniti il 20 settembre 1940, distribuito dalla RKO Radio Pictures. È stato distribuito anche con i titoli Paperino e il grattacielo, I lavavetri e Pluto e Paperino lavavetri maldestri. Nel novembre 1984 fu inserito nel film di montaggio Buon compleanno Paperino.

## Trama
Paperino sta lavando le finestre di un grattacielo e Pluto, che sta a terra, è il suo assistente, la cui inettitudine finisce per far cadere Paperino e fargli fare dei danni. Paperino tormenta poi un'ape, che decide di vendicarsi pungendolo e, dopo svariati tentativi, riesce nel suo intento e a far incastrare Paperino in un tubo. Paperino cerca di svegliare Pluto perché lo aiuti, ma il cane chiude l'apertura del tubo, infastidito dagli starnazzamenti del papero.

## Distribuzione

### Edizioni home video

#### VHS
- Pluto aiutante offresi (settembre 1995)
- Paperino & Co. - Professione buonumore (aprile 2001; erroneamente con il doppiaggio originale in inglese)
- Il mio eroe Paperino (marzo 2004)

#### DVD
Il cortometraggio è incluso nei DVD Walt Disney Treasures: Semplicemente Paperino - Vol. 1 e Il mio eroe Paperino.